# Festival de Cinema de Cannes de 2021
O 74º Festival de Cannes está programado para ocorrer de 6 a 17 de julho de 2021, após ter sido originalmente programado para ser realizado entre os dias 11 a 22 de Maio de 2021. Em Março de 2021, o diretor Americano Spike Lee foi convidado para ser o presidente do júri do festival pela segunda vez.
O filme musical do diretor francês Leos Carax, Annette, será a obra de abertura do festival. A Seleção Oficial foi anunciada a 3 de junho de 2021. A atriz e cineasta americana Jodie Foster receberá a Palma de Ouro Honorária.

## Seleção Oficial

### Em competição
Os seguintes filmes, foram selecionados para concorrer à Palma de Ouro:
| Título internacional          | Título original                                | Realizador(es)            | País de produção                                           |
| ----------------------------- | ---------------------------------------------- | ------------------------- | ---------------------------------------------------------- |
| Ahed's Knee                   | Ha'derech (הדרך)                               | Nadav Lapid               | Israel, França                                             |
| Annette                       | Annette                                        | Leos Carax                | França, Alemanha, Bélgica                                  |
| Benedetta                     | Benedetta                                      | Paul Verhoeven            | França, Holanda                                            |
| Bergman Island                | Bergman Island                                 | Mia Hansen-Løve           | Brasil, França, Alemanha, México                           |
| Casablanca Beats              | Haut et fort                                   | Nabil Ayouch              | Marrocos, França                                           |
| Compartment number 6          | Hytti nro 6                                    | Juho Kuosmanen            | Rússia, Finlândia                                          |
| Drive My Car                  | ド ラ イ ブ ・ マ イ ・ カ ー (Doraibu mai kâ) | Ryusuke Hamaguchi         | Japão                                                      |
| Everything Went Fine          | Tout s'est bien passé                          | François Ozon             | França                                                     |
| Flag Day                      | Flag Day                                       | Sean Penn                 | Estados Unidos                                             |
| La fracture                   | La fracture                                    | Catherine Corsini         | França                                                     |
| Frabce                        | Par un demi clair matin                        | Bruno Dumont              | França, Itália, Alemanha, Bélgica                          |
| The French Dispatch           | The French Dispatch                            | Wes Anderson              | Estados Unidos                                             |
| A Hero                        | قهرمان (Ghahreman)                             | Asghar Farhadi            | Irã                                                        |
| Lingui                        | Lingui                                         | Mahamat Saleh Haroun      | Bélgica, Chade, França, Alemanha                           |
| Memoria                       | Memoria                                        | Apichatpong Weerasethakul | Colômbia, França, Alemanha, México, Tailândia, Reino Unido |
| Nitram                        | Nitram                                         | Justin Kurzel             | Austrália                                                  |
| Paris, 13th District          | Les Olympiades                                 | Jacques Audiard           | França                                                     |
| Pretrov's flu                 | Петровы в гриппе                               | Kirill Serebrennikov      | Rússia, Alemanha, França, Suíça                            |
| Red Rocket                    | Red Rocket                                     | Sean Baker                | Estados Unidos                                             |
| The Restless                  | Les Intranquilles                              | Joachim Lafosse           | Bélgica                                                    |
| The Story of My Wife          | A feleségem története                          | Ildikó Enyedi             | Hungria, França, Alemanha, Itália                          |
| Three Floors                  | Tre Piani                                      | Nanni Moretti             | Itália, França                                             |
| Titane                        | Titane                                         | Julia Ducournau           | Bélgica, França                                            |
| The Worst Person in the World | Verdens verste menneske                        | Joachim Trier             | Noruega, Suécia, França                                    |

### Un Certain Regard
Os seguintes filmes, foram selecionados para competir na secção Un Certain Regard:
| Título internacional   | Título original    | Realizador(es)               | País de produção                                      |
| ---------------------- | ------------------ | ---------------------------- | ----------------------------------------------------- |
| After Yang             | After Yang         | Kogonada                     | Estados Unidos                                        |
| Bayou azul             | Bayou azul         | Justin Chon                  | Estados Unidos                                        |
| Bonne Mère             | Bonne Mère         | Hafsia Herzi                 | França                                                |
| Commitment Hasan       | Baglilik Hasan     | Semih Kaplanoğlu             | Peru                                                  |
| Freda                  | Freda              | Gessica Généus               | Haiti                                                 |
| Gaey Wa'r              | Gaey Wa'r          | Jiazuo Na                    | China                                                 |
| Great Freedom          | Great Freedom      | Sebastian Meise              | Áustria                                               |
| Delo                   | Delo (Дело)        | Aleksey German, Jr.          | Rússia                                                |
| The Innocent           | Den uskyldige      | Eskil Vogt                   | Dinamarca, Finlândia, Noruega, Suécia, Estados Unidos |
| La Civil               | La Civil           | Teodora Mihai                | Bélgica, México, Romênia                              |
| Lamb                   | Dýrið              | Valdimar Jóhannsson          | Islândia, Polônia, Suécia                             |
| Let There Be Morning   | תן לזה להיות בוקר  | Eran Kolirin                 | Israel                                                |
| Moneyboys              | Moneyboys          | CB Yi                        | Áustria, Bélgica, França, Taiwan                      |
| Prayers for the Stolen | Noche de Fuego     | Tatiana Huezo                | México                                                |
| Rehana Maryam Noor     | Rehana Maryam Noor | Abdullah Mohammad Saad       | Bangladesh                                            |
| Un Monde               | Un Monde           | Laura Wandel                 | Bélgica                                               |
| Unclenching The Fists  | Разжимая кулаки    | Kira Kovalenko               | Rússia                                                |
| Women Do Cry           | Жените плачат      | Vesela Kazakova, Mina Mileva | Bulgária, França                                      |

### Fora da competição
Os seguintes filmes foram selecionados para exibição fora da competição: 
| Título internacional   | Título original        | Realizador(es)    | País de produção |
| ---------------------- | ---------------------- | ----------------- | ---------------- |
| Aline                  | Aline                  | Valérie Lemercier | Canadá, França   |
| BAC Nord               | BAC Nord               | Cédric Jimenez    | França           |
| Emergency Declaration  | 비상 선언              | Han Jae-rim       | Coreia do Sul    |
| De son vivant          | De son vivant          | Emmanuelle Bercot | França           |
| Stillwater             | Stillwater             | Tom McCarthy      | Estados Unidos   |
| The Velvet Underground | The Velvet Underground | Todd Haynes       | Estados Unidos   |

### Estreia em Cannes
Os seguintes filmes foram selecionados para exibição na secção estreia de Cannes:
| Título internacional                     | Título original                                   | Reazalidor(es)       | País de produção  |
| ---------------------------------------- | ------------------------------------------------- | -------------------- | ----------------- |
| Belle                                    | Belle: Ryū to Sobakasu no Hime (竜とそばかすの姫) | Mamoru Hosoda        | Japão             |
| Cow                                      | Cow                                               | Andrea Arnold        | Reino Unido       |
| Deception                                | Tromperie                                         | Arnaud Desplechin    | França            |
| Evolution                                | Evolúció                                          | Kornél Mundruczó     | Hungria           |
| Hold Me Tight                            | Serre-moi fort                                    | Mathieu Amalric      | França            |
| In Front of Your Face                    | 당신 의 얼굴 앞에서                               | Hong Sang-soo        | Coreia do Sul     |
| Jane by Charlotte (cdo)                  | Jane par Charlotte                                | Charlotte Gainsbourg | França            |
| JFK Revisited: Through The Looking Glass | JFK Revisited: Through The Looking Glass          | Oliver Stone         | Estados Unidos    |
| Love Song for Tough Guys                 | Cette musique ne joue pour personne               | Samuel Benchetrit    | França            |
| Mothering Sunday                         | Mothering Sunday                                  | Eva Husson           | Reino Unido       |
| Val                                      | Val                                               | Ting Poo, Leo Scott  | Estados Unidos    |
| Vortex                                   | Vortex                                            | Gaspar Noé           | Argentina, Itália |

(CdO) indica filme elegível para a Caméra d'Or como estreia na direção de longa-metragem.

## Prêmios[9]

### Seleção oficial
Em Competição
- Palma de Ouro – Titane por Julia Ducournau
- Grand Prix (empate):
  - A Hero por Asghar Farhadi
  - Compartment number 6 por Juho Kuosmanen
- Prêmio do Júri (empate):
  - Ahed's Knee por Nadav Lapid
  - Memoria por Apichatpong Weerasethakul
- Prêmio de direção – Leos Carax por Annette
- Prêmio de Roteiro - Ryūsuke Hamaguchi por Drive My Car
- Prêmio de interpretação feminina – Renate Reinsve  por The Worst Person in the World
- Prêmio de interpretação masculina – Caleb Landry Jones por Nitram